# Светски дан птица и дрвећа
Светски дан птица и дрвећа је годишња прослава коју је одредила Генерална скупштина Уједињених нација. 
Обележава се сваког 10. маја са циљем продубљивања свести о значају птица и дрвећа, са акцентом на очување ретких врста.

## Историјат
Светски дан птица и дрвећа је настао због угрожавања природне средине интензивним развојем индустрија и многих активности у корист развоја цивилизације 19. и 20. века. Сечом дрвећа и другим активностима и данас се уништавају природна станишта, извори исхране и гнездилишта, број врста птица у стаништима је све мањи, као и осталих врста флоре и фауне. У Србији међу најугроженијим су заштићени белоглави суп, орао крсташ, црни лешинар, велика дропља, степски соко, врабац, а од дрвећа храст лужњак, европска јела, смрча и буква.
Различитим предавањима и акцијама поводом Светског дана прица и дрвећа жели се пробудити свест о значају птица и дрвећа, са акцентом на очување ретких врста. Такође, тежи се подстицању људи да се активно укључе у очување биљног и животињског света.